# اودیا راش
اودیا راش (عبری: אודיה רש‎؛ زادهٔ ۱۲ مهٔ ۱۹۹۷) هنرپیشه و مدل که متولد اسرائیل و اهل ایالات متحده آمریکا است. وی از سال ۲۰۱۰ میلادی تاکنون مشغول فعالیت بوده‌است.
از فیلم‌ها یا برنامه‌های تلویزیونی که وی در آن نقش داشته‌است می‌توان به بخشنده، دامپلین، مردان مجرد، لیدی برد، دیکتاتور عزیز، فیلم سودای شکارچی، مورمور، تقریباً دوست و بذار برف بباره اشاره کرد.